# Ayuntamiento de Leigh
El Ayuntamiento de Leigh es un edificio municipal en Leigh, Gran Manchester, Inglaterra. Se encuentra en Civic Square en el cruce con Market Street, frente a la iglesia parroquial de Leigh. Fue construido en 1907 y se le otorgó el estatus de edificio catalogado de grado II en 1987.

## Historia
Se encargó para reemplazar un ayuntamiento anterior en King Street que se había utilizado como estación de policía hasta que fue adquirido por el consejo en 1875.
Fue diseñado para el ayuntamiento de Leigh por JC Prestwich, que tenía un estudio de arquitectura en la ciudad, en estilo barroco eduardiano. El trabajo comenzó en 1904 y, después de que se completaron los trabajos de construcción que costaron £ 60,000, el edificio se inauguró en 1907. Nikolaus Pevsner describió el edificio como "Un edificio excepcionalmente bueno, expresivo pero no llamativo".
El 18 de mayo de 1938, el rey Jorge VI y la reina Isabel lo visitaron el y hablaron con un soldado local, el soldado raso Alfred Wilkinson, que había recibido la Cruz Victoria en la Primera Guerra Mundial.
Era la sede del distrito municipal de Leigh, pero dejó de ser la sede del gobierno local cuando se formó el distrito metropolitano de Wigan en 1974.
Después de lanzar una apelación, el consejo obtuvo una subvención de £ 1,3 millones del Fondo del Patrimonio de la Lotería Nacional, lo que permitió a su contratista, Walter Carefoot and Sons, comenzar a trabajar en 2019 para renovarlo y establecer un nuevo hogar para los archivos del municipio, con una nueva sala de búsqueda pública en la planta baja. También se están reconvirtiendo tres tiendas vacías para crear nuevos archivos y espacio de exhibición del museo bajo el título "Revealing Wigan Archives".

## Arquitectura
Diseñado en estilo barroco eduardiano, tiene dos fachadas principales, su entrada principal da a la Plaza Cívica y otra bordeada de nueve tiendas da a Market Street. Aproximadamente en forma de U en planta, el edificio tiene tres pisos de altura con sótanos y un ático. Está construido en sillería de piedra arenisca de Darley Dale bajo un techo de pizarra verde de Westmorland inclinado con un mirador y una cúpula ornamental. La fachada principal de tres pisos tiene ocho tramos de los cuales los tramos dos a ocho son simétricos delimitados por pilastras planas que se extienden desde el nivel del suelo hasta la cornisa del techo y desde el nivel del primer piso, columnas bloqueadas con capiteles jónicos. La planta baja es sólida y sencilla, con un elaborado pórtico de entrada que tiene columnas pareadas bloqueadas con capiteles jónicos que sostienen un frontón semicircular que lleva el escudo de armas esculpido del municipio. El primer tramo tiene una puerta vidriada con frontón arriba y balcón con balaustrada de piedra a una sala de juntas del primer piso. El balcón se apoya sobre ménsulas volutas con hojas de acanto y una figura tallada. A la izquierda de la primera bahía hay una torreta de esquina octogonal que se eleva desde una base tallada coronada por una cúpula.
La elevación de Market Street es simétrica con siete bahías de las cuales las bahías de los extremos tienen gabletes y miradores en el nivel del primer piso y una ventana redonda en el segundo piso. Hay una ventana de proa más pequeña en la bahía central.
En el interior hay un gran vestíbulo de entrada con columnas de escayola y una escalera imperial que accede a la sala del consejo y al salón del alcalde en el primer piso.  La cámara del consejo tiene vidrieras que representan algunas de las industrias de la ciudad y hay escudos de armas en las ventanas de las escaleras, todos de H. Gustave Hiller.

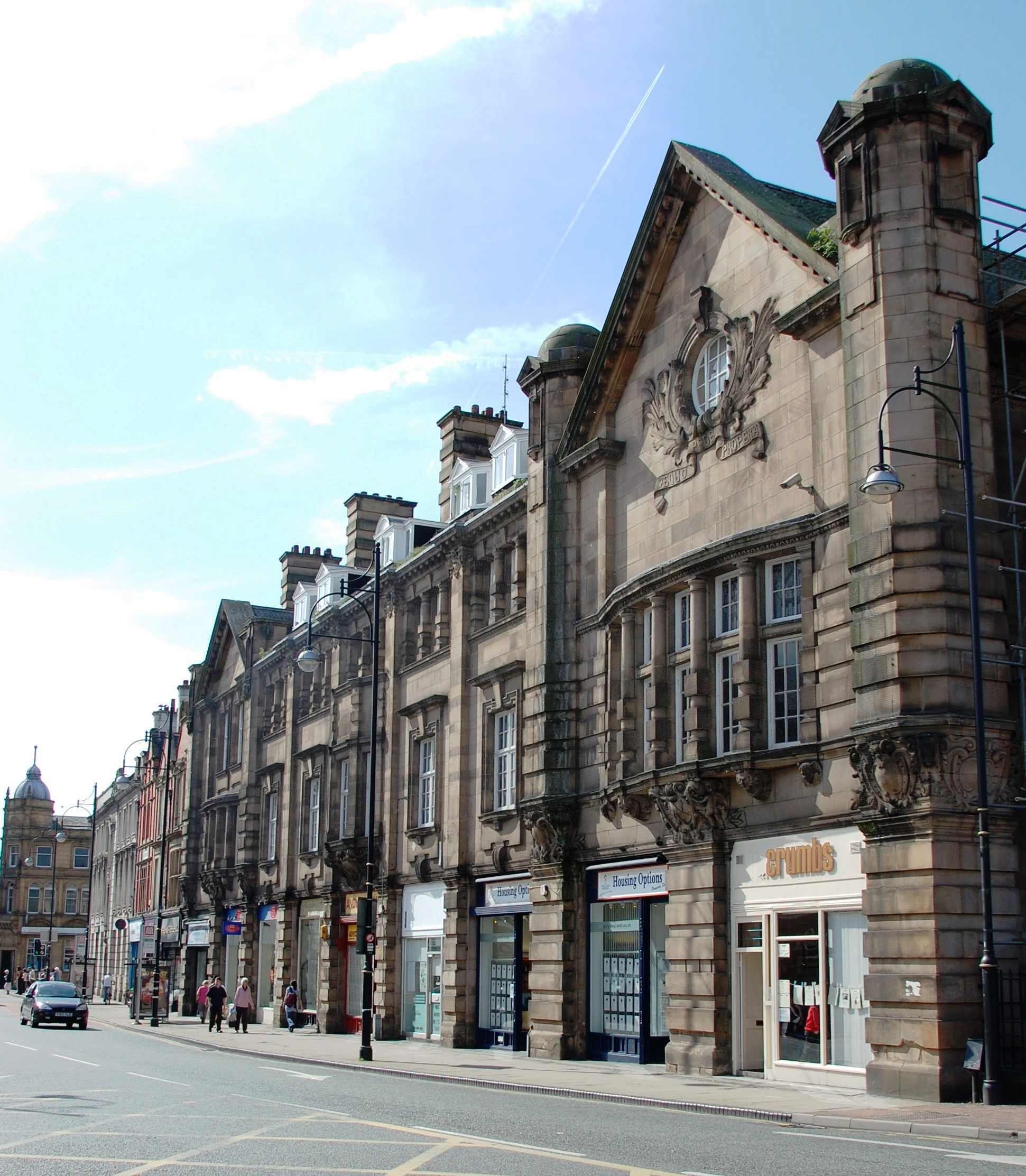
fachada de la calle del mercado